# Funkční klávesa
Funkční klávesa na počítačové nebo podobné klávesnici nemá pevně přidělenou funkci, ale operační systém a jednotlivé programy ji využívají podle svých potřeb. Poprvé se funkční klávesy objevily na klávesnici dálnopisného terminálu Singer/Friden 2201 Flexowriter Programatic z roku 1965; bylo jich 13, nesly označení F1 až F13 a nacházely se v pravé části klávesnice. Dnešní standardní klávesnice mívají 12 funkčních kláves značených F1 až F12 a umísťovaných obvykle v řadě v nejsvrchnější části klávesnice.

## Funkce

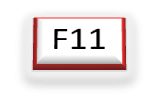
Klávesa F11

- F1 má ve většině programů přiřazenu funkci vyvolání nápovědy
- F2 má funkci přejmenovat soubory a složky
- F3 se otevře vyhledávání v daném prohlížeči
- F4: klávesová zkratka Alt + F4 - zavírá aktivní okno
- F5 často slouží k zaktualizování právě aktivního okna
- F6 přesune kurzor do adresního řádku
- V některých aplikacích se používá klávesa F7 na zkontrolování pravopisu
- Při stisknutí klávesy F8 při zapínání počítače se počítač dostane do bootovacího systému
- Klávesou F9 se obnoví dokument ve Wordu
- F10 otevírá lištu s menu na některých programech
- F11 obvykle slouží k rozšíření aktivního okna na celou obrazovku; chce-li uživatel zmenšit obrazovku do původního stavu, stačí pak zmáčknout klávesu F11 znovu[1]
- F12 mívá v různých programech různou funkci. Například:
  - u prohlížečů internetu (Chrome atd.) má obvykle funkci zobrazení zdrojového kódu stránky, na které se právě uživatel nachází;
  - V programu Microsoft Word lze klávesou F12 v kombinaci s dalšími klávesami program ovládat:
    - F12 → Otevře okno "Uložit jako"
    - Ctrl + F12 → Otevře dokument v tomto programu
    - Shift + F12 → Uloží dokument (stejně jako zkratka Ctrl + S)
    - Ctrl + Shift + F12 → odrážkového seznamu

  - U produktů s operačním systémem Mac OS (10.4 nebo novější) otevře/skryje tzv. dashboard.